# Juan Antonio Alejandre
Juan Antonio Alejandre Sáenz ( 1947) es un botánico, taxónomo, curador, y pteridólogo español. Tiene un herbario personal muy importante y colabora regularmente con el herbario de la Universidad de Valencia. Es un gran conocedor de la flora vascular del norte de la península ibérica y del Sistema Ibérico. Ha publicado un buen número de artículos con novedades florísticas en la revista botánica Flora Montiberica.

## Algunas publicaciones
- p.m. Uribe-Echebarría, Juan A. Alejandre. 1982. Aproximación al catálogo florístico de Álava. Ed. J.A. Alejandre. Vitoria.
- Juan A. Alejandre Sáenz, María Josefa Escalante Ruiz. 2008. Aportaciones de interés corológico a la flora vascular de Castilla y León. Flora Montiberica 38 : 77-80, ISSN 1138-5952 En línea.

### Libros
- Juan Antonio Alejandre Sáenz, José Antonio Arizaleta Urarte, Javier Benito Ayuso & Gonzalo Mateo Sanz -eds.- 2016. Actualización del catálogo de la flora vascular silvestre de La Rioja. Estado de conocimiento en el invierno-primavera 2015-2016. Monografías de Botánica Ibérica, n.º 17. 116 pág. Edita: Jolube Consultor y Editor Botánico, Jaca, Huesca. ISBN 9788494356179. ISBN 9788412062021. Más info aquí.
- Juan A. Alejandre Sáenz, ja4vier Benito Ayuso, Javier M. García-López; Gonzalo Mateo Sanz -eds.- 2016. Actualización del catálogo de la flora vascular silvestre de Burgos. Estado de conocimiento en la primavera de 2016. Monografías de Botánica Ibérica, n.º 18. 144 pp. Edita: Jolube Consultor y Editor Botánico, Jaca, Huesca. ISBN 9788494356193. Más info aquí.

- Juan A. Alejandre Sáenz, Javier Benito Ayuso, Javier M. García-López; Gonzalo Mateo Sanz -eds.- 2014. Actualización del catálogo de la flora vascular silvestre de Burgos. Estado de conocimiento en el invierno-primavera 2013-2014. Monografías de Botánica Ibérica, n.º 12. 88 pp. Edita: Jolube Consultor y Editor Botánico, Jaca, Huesca. ISBN 8494199633. ISBN 9788494199639. Más info aquí.

- Juan A. Alejandre Sáenz, Javier María García López, Gonzalo Mateo Sanz. 2006. Atlas de la flora vascular silvestre de Burgos. Ed. Junta de Castilla y León y Caja Rural de Burgos. 924 pp. ISBN 978-84-96135-34-5. La edición en libro electrónico pertenece a la colección Monografías de Botánica Ibérica, n.º 2, 925 pp. Editor: Jolube Consultor y Editor Botánico,Jaca, Huesca. ISBN 978-84-937528-5-9.

- La abreviatura «Alejandre» se emplea para indicar a Juan Antonio Alejandre como autoridad en la descripción y clasificación científica de los vegetales.[2]